# Lake Paradise (Southland)
Der Lake Paradise ist ein See in der Region Southland auf der Südinsel von Neuseeland.

## Geographie
Der Lake Paradise befindet sich im Fiordland National Park, rund 2,7 km nordöstlich des Lake Swan. Die Westküste zur Tasmansee liegt rund 14 km westlich entfernt. Der See liegt auf einer Höhe von 402 m und erstreckt sich über eine Fläche von ungefähr 70 Hektar. Der Lake Paradise ist von bis zu 1158 m hohen Bergen umgeben, die nur nach Süden hin eine schmale Engstelle für den Abfluss des Sees zur Verfügung stellen. Sein Abfluss speist neben einem nördlichen Zufluss den Lake Swan.